# Unisys Icon
Unisys Icon (Icon) је професионални рачунар, производ фирме Unisys који је почео да се израђује у Канади током 1983. године.
Користио је Intel 80186 као централни микропроцесор а RAM меморија рачунара Icon је имала капацитет од 384 KB - 1 MB у ICON-II другој верзији. 
Као оперативни систем кориштен је QNX.

## Детаљни подаци
Детаљнији подаци о рачунару Icon су дати у табели испод.
|                       |                                                                                    |
| [ 1 ]                 |                                                                                    |
| Произвођач            |                                                                                    |
| Тип                   | професионални рачунар                                                              |
| Меморија              | 384 - 1 у ICON-II другој верзији                                                   |
| Поријекло             | Канада                                                                             |
| Година                | 1983                                                                               |
| Тастатура             | Тастатура са пуним помаком тастера, са функцијским тастерима и нумеричка тастатура |
| Процесор              |                                                                                    |
| Фреквенција процесора | непознато                                                                          |
| RAM                   | 384 - 1 у ICON-II                                                                  |
| ROM                   | непознато                                                                          |
| Текст                 | непознато                                                                          |
| Графика               | непознато                                                                          |
| Боја                  | једна боја, плаво и бијело или 8 боја (минимум) показивач                          |
| Звук                  | систем за синтезу говора                                                           |
| Димензије             | непознато                                                                          |
| Портови               |                                                                                    |
| Оперативни систем     |                                                                                    |